# 阿勒芒 (埃纳省)
阿勒芒（法語：Allemant，法語發音：[almɑ̃]）是法国上法蘭西大區埃纳省的一个市镇，属于苏瓦松区。

## 地理
阿勒芒（49°27'40"N, 3°27'13"E）面积5.13 平方千米，位于法国上法蘭西大區埃纳省，该省份为法国北部内陆省份，北起北部省，西接索姆省和瓦兹省，东临阿登省和马恩省，西南至塞纳-马恩省，东北部与比利时接壤。
与阿勒芒接壤的市镇（或旧市镇、城区）包括：拉福、楠特伊拉福斯、皮农、桑西莱舍米诺、沃代松、沃克萨永。

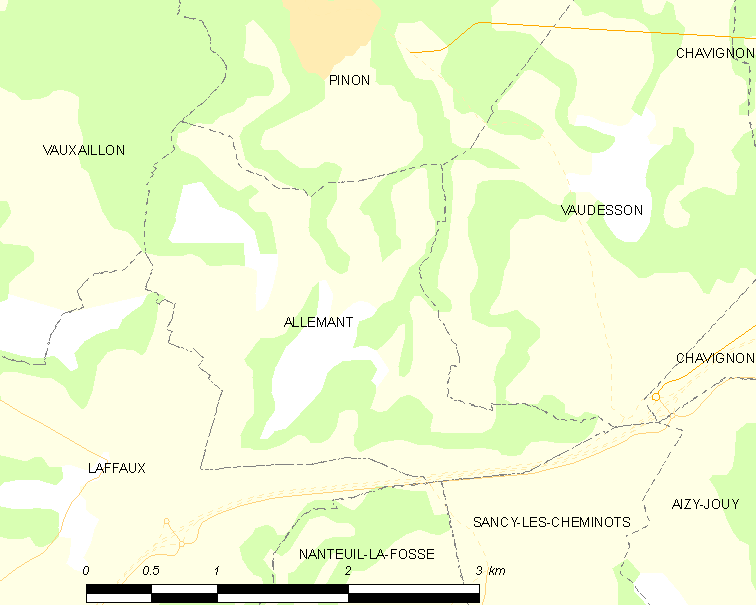
的OSM定位图

阿勒芒的时区为UTC+01:00、UTC+02:00（夏令时）。

## 行政
阿勒芒的邮政编码为02320，INSEE市镇编码为02010。

## 政治
阿勒芒所属的省级选区为塔德努瓦地区费尔县。

## 人口

1962-2008年间人口变化图示

阿勒芒于2022年1月1日时的人口数量为166人。